# Aeropuerto Internacional Murtala Muhammed
El Aeropuerto Internacional Murtala Muhammed (IATA: LOS, OACI: DNMM) está localizado en Ikeja, Estado de Lagos, Nigeria, y es el mayor aeropuerto que atiende a la ciudad de Lagos, al suroeste de Nigeria. Recibe su nombre del antiguo General de Nigeria Murtala Mohammed. La terminal internacional es una réplica de la del Aeropuerto de Ámsterdam-Schiphol. El aeropuerto se abrió oficialmente el 15 de marzo de 1979.
El aeropuerto internacional Murtala Muhammed consiste de una terminal internacional y una doméstica, con una distancia entre ellas de un kilómetro. Ambas terminales comparten las mismas pistas. La terminal doméstica fue reconstruida en 2000 después de que esta fuese víctima de un incendio. La nueva terminal fue concluida e inaugurada el 7 de abril de 2007.
En 2014, el aeropuerto atendió a 20,225,448 pasajeros.

## Historia y reputación
Durante los 80 y 90, la terminal internacional dio al aeropuerto la idea de que este era peligroso. De 1992 a 2000, la FAA puso advertencias en todos los aeropuertos internacionales de los Estados Unidos, advirtiendo a los pasajeros de que las condiciones de seguridad del aeropuerto de Lagos no reunían los mínimos de la ICAO. En 1993 la FAA suspendió los servicios aéreos entre Lagos y los Estados Unidos. Durante este periodo, la seguridad del aeropuerto nigeriano continuó siendo un serio problema. Los pasajeros que llegaban a Lagos eran atracados tanto en el interior como en el exterior por los criminales. La dirección del aeropuerto contribuyó a reducir la reputación. Los oficiales de inmigración requerían sobornos antes de sellar los pasaportes, mientras los agentes de seguridad reclamaban tasas no existentes. Además, algunos aviones eran atacados por los criminales, y paraban los aviones mientras estos rodaban por el aeropuerto para sustraer la carga que llevasen a bordo. Muchas guías de viaje sugerían a los pasajeros que se dirigiesen a Nigeria que se dirigiesen al Aeropuerto Internacional de Kano Mallam Aminu en Kano y desde ahí tomar un vuelo de cabotaje o transporte terrestre a Lagos.
Después de que Olusegun Obasanjo fuese elegido democráticamente en 1999, la situación de seguridad en el aeropuerto de Lagos comenzó a mejorar. La policía aeroportuaria instituyó un régimen en vistas a la nueva política basada en detener a cualquier persona que encontrasen en las áreas de seguridad próximas a las pistas y calles de rodadura, deteniendo desde entonces los robos. La policía aseguró el interior de la terminal, así como el exterior de la zona de llegadas. La FAA retiró la prohibición de vuelos directos a Nigeria en 2001 tras aprobar las mejoras en seguridad.
En los últimos años se han producido importantes mejoras en el aeropuerto internacional Murtala Muhammed. Se repararon todas las instalaciones que no funcionaban, como el aire acondicionado o las cintas de equipaje. Se produjo una mejora de la imagen que mostraba la terminal, y se abrieron numerosos restaurantes y tiendas duty-free. Se renovaron los acuerdos aéreos entre Nigeria y otros países y se firmaron algunos nuevos. Estos acuerdos propiciaron el interés de Emirates, Avianca Brasil, Delta y China Southern Airlines y recibieron derechos de aterrizaje para el aeropuerto internacional más grande de Nigeria.
El gobierno aprobó la ampliación de las salas de salidas y llegadas del aeropuerto internacional Murtala Muhammed para atender el incremento de pasajeros del aeropuerto.

## Estadísticas
Ver fuente y consulta Wikidata.
| Año  | Pasajeros | % Incremento | Carga (toneladas) | Operaciones |
| ---- | --------- | ------------ | ----------------- | ----------- |
| 2003 | 3,362,464 | -%           | 51,826            | 62,439      |
| 2004 | 3,576,189 | 6%           | 89,496            | 67,208      |
| 2005 | 3,817,338 | 6.3%         | 63,807            | 70,893      |
| 2006 | 3,848,757 | 0.8%         | 83,598            | 74,650      |
| 2007 | 4,450,000 | 15.2%        |                   |             |

## Aerolíneas y destinos

### Destinos nacionales
| Aerolíneas       | Destinos |
| ---------------- | --- |
| Aero Contractors | Abuya / Asaba / Calabar / Ciudad de Benín / Enugu / Kano / Owerri / Port Harcourt / Uyo                        |
| Air Peace        | Abuya / Asaba / Calabar / Enugu / Owerri / Port Harcourt                                                       |
| Arik Air         | Abuya / Asaba / Calabar / Ciudad de Benín / Enugu / Jos / Kaduna / Kano / Owerri / Port Harcourt / Uyo / Warri |
| Azman Air        | Abuya / Kano                                                                                                   |

### Destinos internacionales
| Ciudades por países | Nombre del aeropuerto                        | Aerolíneas                                                | Aeronaves          | Frecuencias semanales |        |
| África              | África                                       | África                                                    | África             | África                | África |
| ------------------- | -------------------------------------------- | --------------------------------------------------------- | ------------------ | --------------------- | ------ |
| Angola              |                                              |                                                           |                    |                       |        |
| Luanda              | Aeropuerto Quatro de Fevereiro               | TAAG Angola Airlines                                      | B737NG             |                       |        |
| Cabo Verde          |                                              |                                                           |                    |                       |        |
| Isla de Sal         | Aeropuerto Internacional Amilcar Cabral      | Cabo Verde Airlines                                       |                    |                       |        |
| Camerún             |                                              |                                                           |                    |                       |        |
| Duala               | Aeropuerto Internacional de Douala           | ASKY Airlines                                             |                    |                       |        |
| Costa de Marfil     |                                              |                                                           |                    |                       |        |
| Abiyán              | Aeropuerto Port Bouet                        | Air Côte d'Ivoire                                         |                    |                       |        |
| Egipto              |                                              |                                                           |                    |                       |        |
| El Cairo            | Aeropuerto Internacional de El Cairo         | Egyptair                                                  |                    |                       |        |
| Etiopía             |                                              |                                                           |                    |                       |        |
| Adís Abeba          | Aeropuerto Internacional Bole                | Ethiopian                                                 |                    |                       |        |
| Gabón               |                                              |                                                           |                    |                       |        |
| Libreville          | Aeropuerto de Libreville                     | ASKY Airlines                                             |                    |                       |        |
| Gambia              |                                              |                                                           |                    |                       |        |
| Banjul              | Aeropuerto Internacional Yundum              | Air Peace                                                 |                    |                       |        |
| Ghana               |                                              |                                                           |                    |                       |        |
| Acra                | Aeropuerto Internacional Kotoka              | Africa World Airlines Air Peace Arik Air Senegal Airlines |                    |                       |        |
| Kenia               |                                              |                                                           |                    |                       |        |
| Nairobi             | Aeropuerto Internacional Jomo Kenyatta       | Kenya Airways                                             |                    |                       |        |
| Liberia             |                                              |                                                           |                    |                       |        |
| Monrovia            | Aeropuerto Internacional Roberts             | Air Peace Arik Air                                        |                    |                       |        |
| Marruecos           |                                              |                                                           |                    |                       |        |
| Casablanca          | Aeropuerto Internacional Mohámmed V          | Royal Air Maroc                                           |                    |                       |        |
| Ruanda              |                                              |                                                           |                    |                       |        |
| Kigali              | Aeropuerto Internacional de Kigali           | RwandAir                                                  |                    |                       |        |
| Senegal             |                                              |                                                           |                    |                       |        |
| Dakar               | Aeropuerto de Dakar                          | Air Peace Arik Air Senegal Airlines                       |                    |                       |        |
| Sierra Leona        |                                              |                                                           |                    |                       |        |
| Freetown            | Aeropuerto Internacional de Lungi            | Air Peace                                                 |                    |                       |        |
| Sudáfrica           |                                              |                                                           |                    |                       |        |
| Johannesburgo       | Aeropuerto Internacional de Johannesburgo    | Air Peace South African Airways                           | E195-E2 A330-343E  |                       |        |
| Togo                |                                              |                                                           |                    |                       |        |
| Lomé                | Aeropuerto de Lomé-Tokoin                    | ASKY Airlines                                             |                    |                       |        |
| Uganda              |                                              |                                                           |                    |                       |        |
| Entebbe             | Aeropuerto Internacional de Entebbe          | Uganda Airlines operado por Lift Airline                  | A330-841N A320-231 |                       |        |
| Norteamérica        |                                              |                                                           |                    |                       |        |
| Estados Unidos      |                                              |                                                           |                    |                       |        |
| Atlanta             | Aeropuerto Internacional Hartsfield-Jackson  | Delta Airlines                                            | A330-223           |                       |        |
| Nueva York          | Aeropuerto Internacional John F. Kennedy     | Delta Airlines (Inicia 1 de diciembre de 2024)            |                    |                       |        |
| Washington D. C.    | Aeropuerto Internacional Washington-Dulles   | United Airlines                                           | B787-8             | 3                     |        |
| Asia                |                                              |                                                           |                    |                       |        |
| Catar               |                                              |                                                           |                    |                       |        |
| Doha                | Aeropuerto Internacional Hamad               | Qatar Airways                                             | B787               |                       |        |
| EAU                 |                                              |                                                           |                    |                       |        |
| Dubái               | Aeropuerto Internacional de Dubái            | Emirates                                                  |                    |                       |        |
| India               |                                              |                                                           |                    |                       |        |
| Bombay              | Aeropuerto Internacional Chhatrapati Shivaji | Air Peace                                                 | B777               |                       |        |
| Líbano              |                                              |                                                           |                    |                       |        |
| Beirut              | Aeropuerto Internacional de Beirut           | Middle East Airlines                                      | A3xx               |                       |        |
| Europa              |                                              |                                                           |                    |                       |        |
| Alemania            |                                              |                                                           |                    |                       |        |
| Fráncfort           | Aeropuerto de Fráncfort del Meno             | Lufthansa                                                 | A3x0ceo            |                       |        |
| Francia             |                                              |                                                           |                    |                       |        |
| París               | Aeropuerto de París Charles de Gaulle        | Air France                                                |                    |                       |        |
| Países Bajos        |                                              |                                                           |                    |                       |        |
| Ámsterdam           | Aeropuerto de Ámsterdam-Schiphol             | KLM                                                       | A330ceo            |                       |        |
| Reino Unido         |                                              |                                                           |                    |                       |        |
| Londres             | Aeropuerto de Londres-Gatwick                | Air Peace operado por Norse Atlantic Airways UK           | B777 B787-9        |                       |        |
| Londres             | Aeropuerto de Londres-Heathrow               | British Airways Virgin Atlantic                           | B787 A3x0          |                       |        |
| Turquía             |                                              |                                                           |                    |                       |        |
| Estambul            | Aeropuerto de Estambul                       | Turkish Airlines                                          | A330ceo            |                       |        |

### Aerolíneas de carga
| Aerolíneas             | Destinos                        |
| ---------------------- | ------------------------------- |
| DHL Air UK             | Bruselas                        |
| Air France Cargo       | Yamena, París-Charles de Gaulle |
| Allied Air             | Ostend                          |
| Avient Aviation        | Lieja, Sharjah                  |
| Cargolux               | Luxemburgo                      |
| Etihad Cargo           | Abu Dabi                        |
| Saudia                 | Yeda, Riad                      |
| Turkish Airlines Cargo | Estambul-Atatürk                |

## Accidentes e incidentes
- 30 de enero de 2000: el vuelo 431 de Kenya Airways que volaba originalmente de Nairobi a Lagos y después a Abiyán, se desvió a Abiyán. El avión impactó con el agua después de despegar hacia Lagos.
- 22 de octubre de 2005: el vuelo 210 de Bellview Airlines, con destino Abuya, se estrelló después del despegue, matando a todas las personas a bordo.